# Лунда (язык)
Лунда (чилунда) - язык африканской народности лунда, один из бантоидных языков нигеро-конголезской языковой макросемьи. Распространен в Анголе, Замбии, ДРК, число носителей - более 400 000 (2001–2010), из них порядка 225 тыс. - в Замбии, порядка 178 тыс. в Анголе. 